# Estándares Internacionales de Comunicación Empresarial

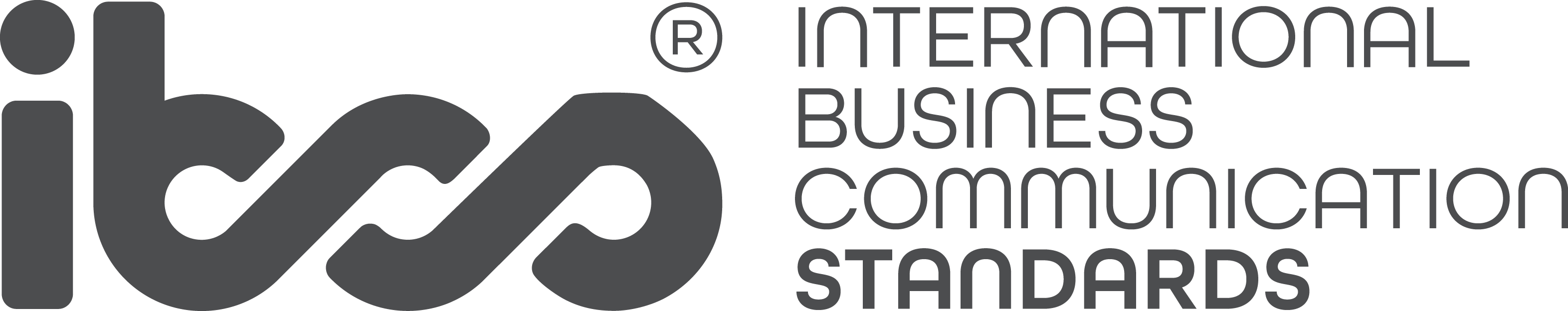
Logotipo del conglomerado de estándares.

Los Estándares Internacionales de Comunicación empresarial (en inglés: International Business Communication Standards), IBCS por sus siglas en inglés, son propuestas prácticas para el diseño de la comunicación empresarial,  publicadas para uso gratuito bajo una licencia de Creative Commons (CC BY-SA). En la mayoría de los casos, aplicar los IBCS supone usar un diseño conceptual, perceptual y semántico (notación semántica) de gráficos y tablas apropiado. 

## Requisitos
La comunicación empresarial cumple con los estándares IBCS si cumple los tres bloques de reglas que componen los tres pilares de los IBCS:
1. Las reglas conceptuales ayudan a transmitir claramente el contenido usando una historia, relato o estructura lógica apropiada. Están basados en el trabajo de autores como Barbara Minto.[1] Deben su amplia aceptación a su experiencia científica, experimental y práctica. Se corresponden en  SUCCESS – un set de reglas para la comunicación empresarial[2] – con los apartados SAY (Contar) y STRUCTURE (Estructura)
2. Las reglas perceptuales ayudan a transmitir claramente el contenido usando un diseño visual apropiado. Están basadas en el trabajo de autores como William Playfair, Willard Cope Brinton,[3] Gene Zelazny,[4] Edward Tufte y Stephen Few.[5]  También estas reglas deben su amplia aceptación a su experiencia científica, experimental y/o práctica.  Corresponden en SUCCESS – un set de regles para la comunicación empresarial- con los apartados EXPRESS (Expresar), SIMPLIFY (Simplificar), CONDENSE (Condensar), y CHECK (Revisar).
3. Las reglas semánticas ayudan a transmitir claramente el contenido usando una notación uniforme (notación IBCS). Están basadas en el trabajo de Rolf Hichert[6] y otros contribuyentes de la Asociación IBCS. Al estar acordados por convención, las reglas semánticas deben ser primero ampliamente aceptadas para convertirse en un estándar. Corresponden en SUCCESS con el apartado UNIFY (Unificar).

## Notación IBCS
La Notación estándar IBCS es la designación de la serie de reglas sugeridas por la IBCS para la notación unificada. La Notación IBCS cubre la unificación de la terminología (Palabras, abreviaturas y formatos de números, unidades y fechas), descripciones  (mensajes, títulos, leyendas y etiquetas), dimensiones (medidas, escenarios y periodos temporales), análisis (análisis de escenarios, análisis de series temporales, análisis de dimensiones estructurales mediante comparaciones y desviaciones), e indicadores o marcadores para subrayar (indicadores de destacar e indicadores de escala.) 

## Asociación IBCS
La revisión y futuro desarrollo de los IBCS es un proceso continuo coordinado por la Asociación IBCS7. La Asociación IBCS es una organización sin ánimo de lucro que publica los estándares gratuitamente y participa en una extensa consulta y discusión antes de publicar nuevas versiones. Esto incluye solicitudes mundiales para obtener comentarios del público o audiencia que los está usando. Lanzamiento de los IBCS Versión 1.0: Los miembros activos aceptaron el lanzamiento de la Versión 1.0. de los Estándares IBCS en la Asamblea General del 18 de junio de 2015 en Ámsterdam. Los aspectos de actualidad para un  mayor desarrollo de los estándares IBCS se discutieron en la Conferencia Anual en Varsovia el 3 de junio de 2016. La versión 1.1. de los estándares se ratificó por los miembros activos de la asociación en la Conferencia Anual en Barcelona el 1 de junio de 2017. Más de 80 profesionales de 12 países atendieron a la Conferencia Anual. La Conferencia Anual de Londres del 8 de junio de 2018 tuvo lugar en la sede de los Contables Acreditados de Inglaterra y Gales (ICAEW Chartered Accountants in England and Wales). La Conferencia Anual de 2019 se realizó en Viena el 29 de junio. El conferenciante principal Yuri Engelhardt habló sobre “Lenguaje de los gráficos y notaciones visuales” La Conferencia Anual 2020 y 2021 se llevó a cabo de manera virtual. Más de 200 participantes de muchos países asistieron a estas conferencias. La Conferencia Anual 2022 se llevó a cabo de forma híbrida en Berlín y en línea, alrededor de 300 participantes de 44 países asisten a esta conferencia.

## Lecturas recomendadas
- Playfair, William: The Commercial and Political Atlas, 1786
- Brinton, Willard Cope: Graphic Methods for Presenting Facts, 1914
- Zelazny, Gene: Say it with Charts, McGraw Hill Professional, 2001
- Tufte, Edward: The Visual Design of Quantitative Information, 2. edition, 2011
- Few, Stephen: Show Me the Numbers, 2. edition, 2012
- Shneiderman, B.: The Eyes Have It: A Task by Data Type Taxonomy for Information Visualizations. In:Proceedings of the IEEE Symposium on Visual Languages, S. 336–343, Washington
- Hichert, Faisst, et al: International Business Communication Standards, IBCS Version 1.1, 2017.
- Hichert, Rolf and Faisst, Jürgen: Solid, Outlined, Hatched – How visual consistency helps better understand reports, presentations and dashboards, IBCS Media, 2019